# Ikanogavialis
Genre
Ikanogavialis est un genre de crocodiliens de la famille des Gavialidae, aujourd'hui disparu. Ses fossiles ont été retrouvés dans la formation d'Urumaco au Venezuela, dans une strate datant de la fin du Miocène, plutôt que du Pliocène comme on l'a pensé dans un premier temps.

## Espèces
L'espèce type du genre Ikanogavialis est I. gameroi. Cette espèce est nommée en 1970 à partir de fossiles issus de la formation d'Urumaco. Une espèce apparentée aux gavials ayant vécu au Pléistocène et nommée Gavialis  papuensis retrouvée à Murua, au sein des îles Salomon, a certaines vagues similitudes avec le genre Ikanogavialis et a été placée en son sein en 1999, de même que d'autres espèces au museau plus étroit datant du Néogène et retrouvées en Amérique du Sud et en Afrique.

## Liste d'espèces
Selon Paleobiology Database (6 octobre 2019) :
- Ikanogavialis gameroi Sill, 1970 †

## Publication originale
- (es + en) William D. Sill, « Nota preliminar sobre un nuevo gavial del Plioceno de Venezuela y una discusión de los gaviales Sudamericanos », Ameghiniana, Asociación Paleontológica Argentina (d), vol. 7, no 2,‎ 1970, p. 151-159 (ISSN 0002-7014 et 1851-8044, OCLC 63173355, lire en ligne).